# Borkowo (Kolno)
Borkowo ist ein Dorf in Polen, das der Landgemeinde Kolno (Powiat Kolneński) in der Woiwodschaft Podlachien angehört. Es liegt rund 157 Kilometer nordöstlich der Landeshauptstadt Warschau. 
Das Dorf hat 715 Einwohner.